# Samuel Joslin
Samuel Louis Joslin (Kensington, Londres, Inglaterra, 18 de enero de 2002) es un actor británico. Es mejor conocido por haber interpretado el papel de Thomas Bennett en The Impossible, y por haber interpretado a Jonathan Brown en Paddington (2014), papel que repitió en la segunda y tercera película.

## Carrera
En 2012, Joslin consiguió su primer papel actoral importante como Thomas Bennett en The Impossible, una historia real sobre una familia que sobrevivió al tsunami del Océano Índico el 26 de diciembre de 2004. En 2014, Joslin protagonizó junto a Lambert Wilson el cortometraje The Nostalgist. La película se centra en un padre (Wilson) y su inusual hijo (Joslin) en un mundo futuro. En ese mismo año, consiguió el papel de Jonathan Brown en la película británica Paddington. En 2015, Joslin interpretó a Marcus Maudsley en The Go-Between. En 2017, Joslin repitió su papel de Jonathan Brown en Paddington 2, y repitió su papel por tercera vez en Paddington in Peru (2024).

## Filmografía

### Películas
| Año  | Título             | Papel          | Notas        |
| ---- | ------------------ | -------------- | ------------ |
| 2012 | The Impossible     | Thomas Bennett |              |
| 2014 | The Nostalgist     | Niño           | Cortometraje |
| 2014 | Paddington         | Jonathan Brown |              |
| 2017 | Paddington 2       | Jonathan Brown |              |
| 2024 | Paddington in Peru | Jonathan Brown |              |

### Televisión
| Año  | Título          | Papel           | Notas                  |
| ---- | --------------- | --------------- | ---------------------- |
| 2015 | The Go-Between  | Marcus Maudsley | Película de televisión |
| 2016 | Houdini y Doyle | Peter Bennett   | 1 episodio             |

## Premios y nominaciones
| Año  | Premios                  | Categoría                                                    | Trabajo nominado | Resultado |
| ---- | ------------------------ | ------------------------------------------------------------ | ---------------- | --------- |
| 2012 | 34th Young Artist Awards | Mejor interpretación en largometraje: actor de reparto joven | The Impossible   | Nominado  |